# دانشگاه آلتو
دانشگاه آلتو (فنلاندی: Aalto-yliopisto، سوئدی: Aalto-universitetet) یکی از دانشگاههای مطرح و برتر اروپایی است که در منطقه هلسینکی بزرگ در کشور فنلاند واقع شده‌است. این دانشگاه در سال 2010 با ادغام سه دانشگاه بزرگ فنلاند تأسیس شد: دانشگاه صنعتی هلسینکی (تأسیس 1849)، دانشکده اقتصاد هلسینکی (تأسیس 1904) و دانشگاه هنر و طراحی هلسینکی (تأسیس 1871). این دانشگاه همکاری نزدیک بین جوامع علمی، کسب و کار و هنر در نظر دارد تا آموزش و تحقیقات بین‌المللی را تقویت کند. دولت فنلاند در سال 2010 قصد داشت با تأسیس دانشگاه آلتو فضایی را ایجاد کند که نوآوری را ترویج دهد و این سه مؤسسه را به یکدیگر متصل سازد. این دانشگاه به افتخار آلوار آلتو، معمار برجسته فنلاند، طراح و فارغ‌التحصیل دانشگاه سابق دانشگاه هلسینکی نامگذاری شده‌است که همچنین در طراحی بخش بزرگی از پردیس اصلی دانشگاه در Otaniemi نامگذاری شده‌است.
دانشگاه آلتو از شش مدرسه با نزدیک به ۱۷٬۵۰۰ دانش آموز و ۴٬۰۰۰ کارمند تشکیل شده‌است که دومین دانشگاه بزرگ فنلاند است. محوطه اصلی دانشگاه آلتو در نزدیکی شهر هلسینکی و شهر اسپو منطقه اتونامی واقع شده است، که در آن مدارس مهندسی و همچنین برنامه‌های کارشناسی مدرسه کسب و کار نیز فعالیت می‌کنند. وظایف دیگر مدرسه کسب و کار در Töölö واقع شده‌است. مدرسه هنر، طراحی و معماری عمدتاً در Arabianranta واقع شده‌است. تمام فعالیت‌های دانشگاه تا سال ۲۰۲۰ در محوطه دانشگاه اوتانیمی (Otaniemi) قرار خواهد گرفت. دانشگاه علاوه بر منطقه بزرگ هلسینکی نیز در میککلی و پاری فعالیت می‌کند.
محققان دانشگاه آلتو در سال ۲۰۱۷ موفق به ساخت و پرتاب دو ماهواره تحقیقاتی Aalto-1 و Aalto-2 شدند که در نوع خود گامی بزرگ در جهت توسعه صنعت فضایی اروپا و ارتقا جایگاه دانشگاه آلتو در جهان بوده‌است.

## رتبه‌بندی
مؤسسه QS که هرساله برترین دانشگاه‌های جهان را اعلام می‌کند این دانشگاه را در رده ۱۳۴دنیا و دوم فنلاند در سال ۲۰۲۰ رتبه‌بندی کرده‌است.در رتبه‌بندی دانشگاه‌های جهان در سال ۲۰۲۰ که مؤسسه تایمز آن را انجام داده‌است دانشگاه آلتو در رتبه ۱۸۴دنیا قرار دارد.

## دانشکده‌ها
دانشکده‌های این دانشگاه عبارتند از:
دانشکده مهندسی
دانشکده کسب و کار
دانشکده مهندسی شیمی
دانشکده علوم
دانشکده مهندسی برق
دانشکده هنر، طراحی و معماری

## افراد مشهور و فارغ التحصیلان معروف
تمام سه مؤسسهٔ آموزشی، بخش مهمی در آموزش بسیاری از نام‌های برتر در زمینه‌های مربوطه در فنلاند بوده‌اند. پس از جنگ جهانی دوم، اقتصاد فنلاند رشد کرد و شرکت‌های فنلاندی در بازارهای بین‌المللی شرکت کردند که نیاز به تخصص و رهبری بسیار تحصیل داشتند. هر دو مدرسه فناوری و اقتصاد این نیاز را به عنوان مدارس برتر در زمینه‌های خود در این کشور تأمین می‌کنند. در بخش دوم قرن بیستم، مدارس مجبور بودند تا دانش آموزان خود را به‌طور قابل ملاحظه ای افزایش دهند تا بتوانند به خواسته‌های بازارهای رو به رشد برسند. 

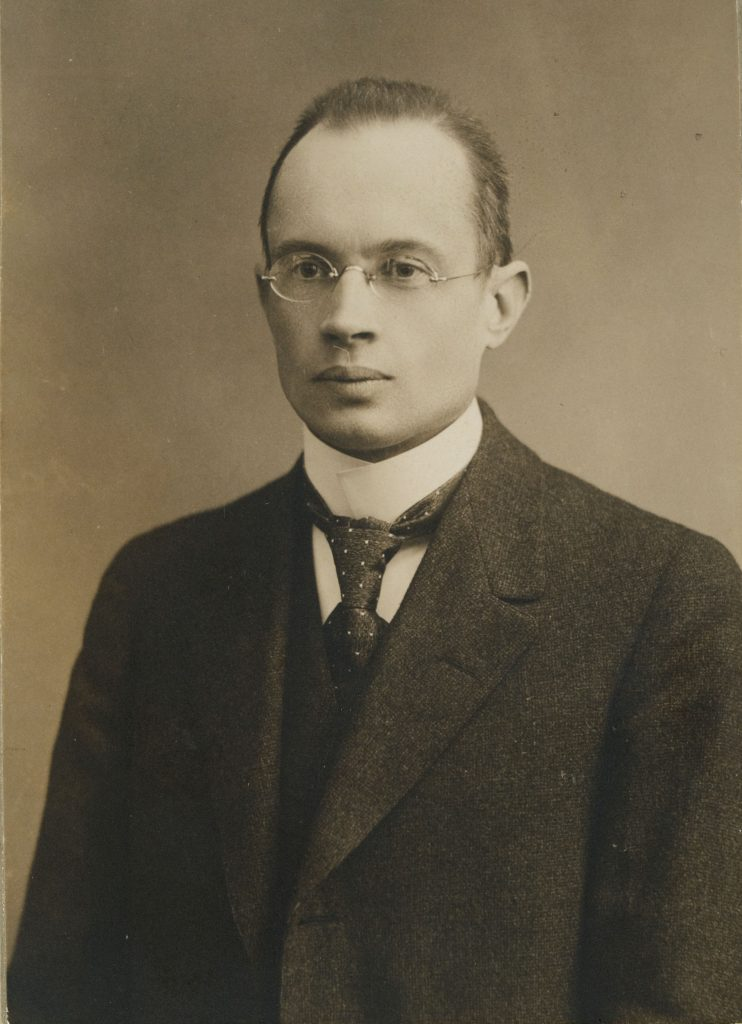
Gunnar Nordström دکترای تخصصی استاد فیزیکدان پیشرو
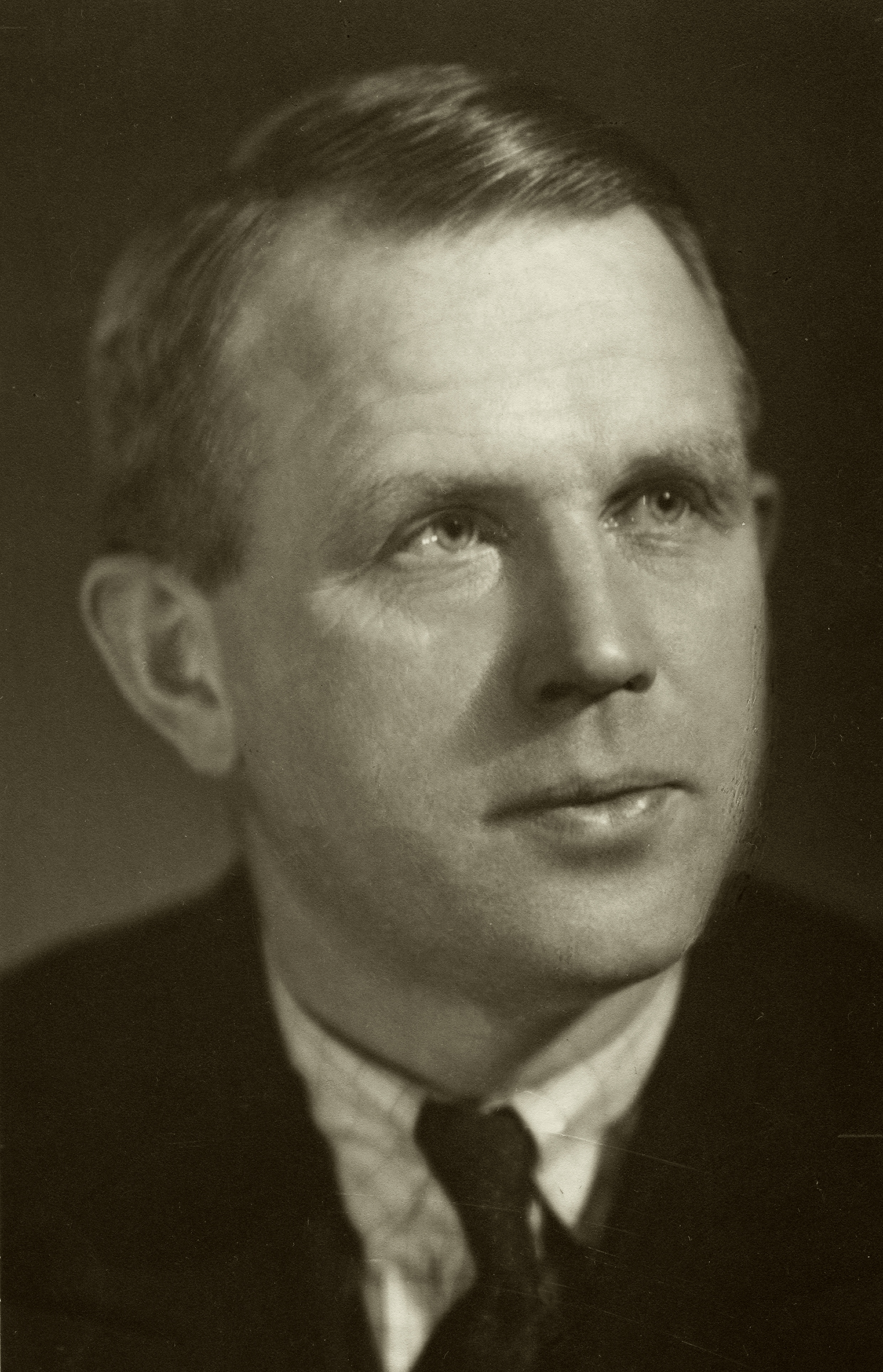
آرتوری ایلاماری ویرتانن دکترای تخصصی استاد برنده جایزه نوبل
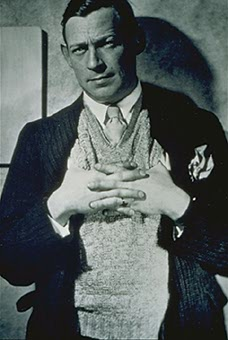
آلوارآلتو M.Sc (قوس) معمار
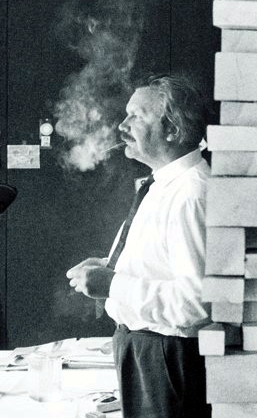
Tapio Wirkkala طراح
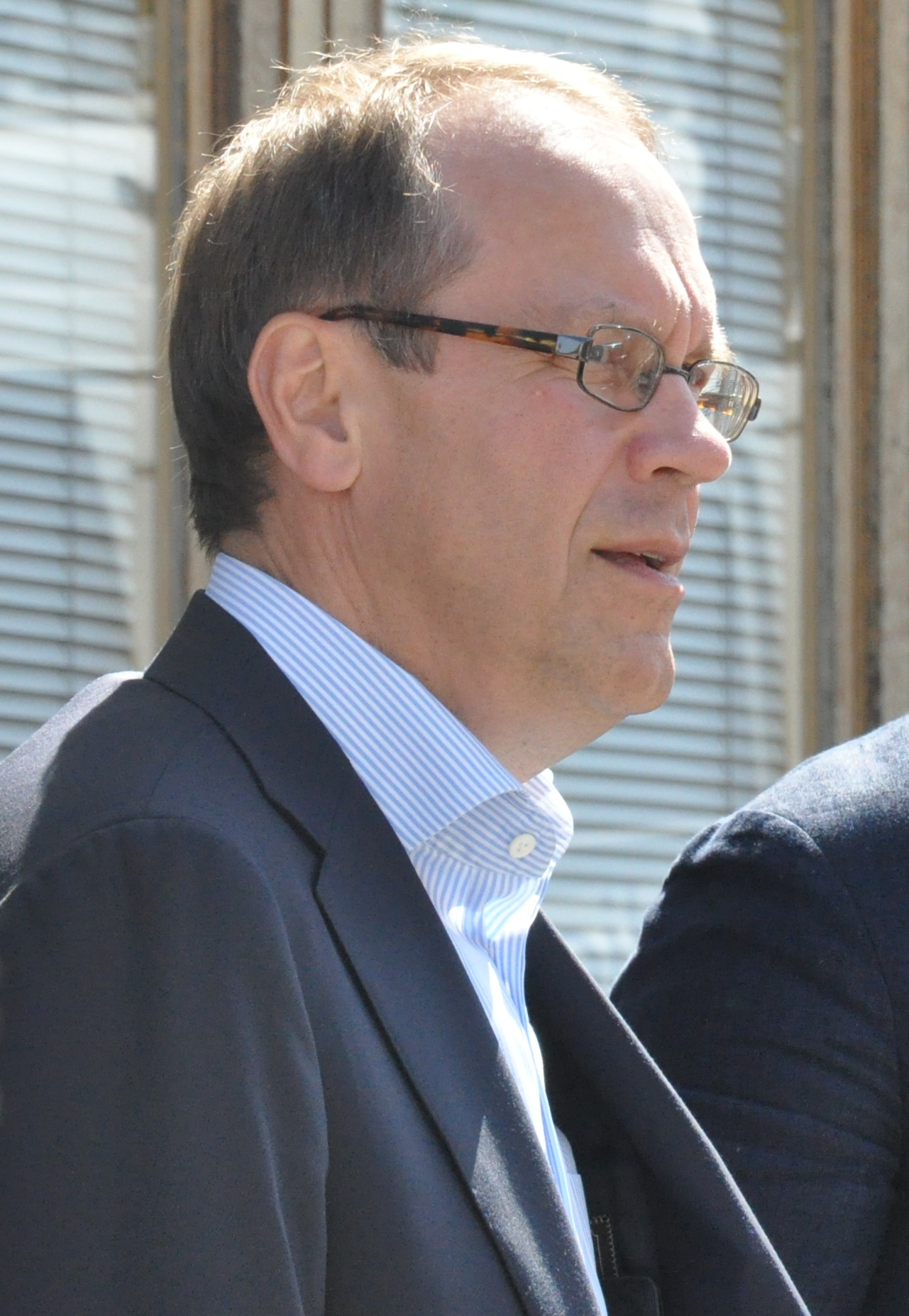
جورما الیلا M.Sc. (فنی)، M.Pol.Sc., M.Sc. (اقتصاد) رئیس Royal Dutch Shell